# 松浦定義
松浦 定義（まつうら さだよし、1904年（明治37年）8月 - 1975年（昭和50年）11月19日）は、昭和期の農民運動家、政治家。参議院議員（1期）、衆議院議員（2期）、帯広市功労者。

## 経歴
岐阜県で生まれる。1924年（大正13年）岐阜県横蔵村農業補習学校を卒業。25歳で北海道河西郡川西村（現帯広市）に移住し農牧業に従事した。
太平洋戦争終結直後から農民組織の設立と拡大に取り組み、十勝農村建設連盟を設立し副理事長、同理事長に就任し、十勝地区農民同盟執行委員長、北海道農民同盟副委員長、全国農民連盟中央委員・副委員長を務めた。
1950年（昭和25年）6月、第2回参議院議員通常選挙で北海道地方区から農民協同党所属で出馬して当選。1955年（昭和30年）2月、参議院議員を辞職して第27回衆議院議員総選挙で北海道第5区から社会党右派所属で出馬したが落選。1958年（昭和33年）5月、第28回総選挙で日本社会党から出馬して当選。第29回総選挙では落選したが、1963年（昭和38年）11月の第30回総選挙で再選された。1967年（昭和42年）1月の第31回総選挙には出馬せず引退し、衆議院議員を通算2期務めた。この間、国土総合開発審議会委員、改進党組織部長、同党常務副委員長、同党食糧対策委員会副委員長、社会党北海道支部連合会執行委員長、同政策審議会農林水産副部長、北海道開発特別委員会副委員長などに在任。農業の近代化を主張し、安保闘争に参画した。
1975年（昭和50年）11月19日死去、71歳。死没日をもって勲二等瑞宝章追贈、従四位に叙される。